# Pering
Pering is een bestuurslaag in het regentschap Gianyar van de provincie Bali, Indonesië. Pering telt 8389 inwoners (volkstelling 2010).